# Ranunculus tachiroei
Ranunculus tachiroei är en ranunkelväxtart som beskrevs av Adrien René Franchet och Sav.. Ranunculus tachiroei ingår i släktet ranunkler, och familjen ranunkelväxter. Inga underarter finns listade i Catalogue of Life.